# Johnstown (Nebraska)
Johnstown é uma vila localizada no estado americano de Nebraska, no Condado de Brown.

## Demografia
Segundo o censo americano de 2000, a sua população era de 53 habitantes.
Em 2006, foi estimada uma população de 51, um decréscimo de 2 (-3.8%).

## Geografia
De acordo com o United States Census Bureau, a localidade tem uma área de 1,4 km², sem área coberta por água.

## Localidades na vizinhança
O diagrama seguinte representa as localidades num raio de 40 km ao redor de Johnstown.